# 陈毓川 (民国)
陈毓川（？—？），字泉卿，号白水，浙江奉化溪口剡岙人。中国民主革命家，中华民国政治人物。

## 生平
陈毓川早年加入同盟会。早在家乡时，他和蒋介石、王恩溥、董凤阳等人便结为义兄弟，共同习武。他是蒋介石在凤麓中学读书时的同学，是“凤麓十兄弟”之一。辛亥革命时，他在杭州随蒋介石攻打浙江巡抚衙门。陈体格魁梧而且作战勇猛，蒋介石十分赞佩他。他曾任1912年南京临时参议院议员，还曾参与南社。蒋介石掌权后，陈毓川没到南京做官，但为地方重要绅士。中华人民共和国成立后，陈毓川仍留在家乡，土改前猝死家乡。

## 家庭
- 子：陈式正，黄埔军校第一期毕业